# Caloplaca vitellinula
Caloplaca vitellinula är en lavart som först beskrevs av auct. non (Nyl., och fick sitt nu gällande namn av Henri Jacques François Olivier. Caloplaca vitellinula ingår i släktet orangelavar, och familjen Teloschistaceae. Arten är reproducerande i Sverige.